# Місто у Стародавньому Єгипті
Місто у Стародавньому Єгипті — планування міської архітектури давніми єгиптянами. Перші з'явилися ще в додинастичний період. Більшість з них було засновано в часи Давнього і Середнього царств. Протягом усього існування спорудження міст майже не змінювалося. Частковий вплив справили гіксоси, перси. Значні зміни відбулися лише під час панування Птолемеїв.

## Історія
Перші відомі міста виникли між 4500—4000 роками до н. е. за бадарійської та амратської культур. Першим відомим поселенням є розкопане біля арабського села Мерамда Бені-Салам, на південний захід від дельти Нілу.
Втім більшість давньоєгипетських поселень, що відповідають сучасному поняттю міста було зведено в період між 2000—1500 роками до н. е. При цьому вони повсяк час відновлювалися, перебудовувалися, що було пов'язано з історико-політичними подіями (піднесення, занепад царств і династій). Значне містобудування відбувалося архітекторами XI, XII, XVIII, XIX династій. Окремо існували резиденції-міста могутністніх фараонів, зокрема Аменхотепа IV, Рамсеса II та ін.

## Характеристика
Позначалося ієрогліфами nwt (несистемна забудова) або dmi (заплановане місто). Більшість єгипетських міст не збереглися дотепер, оскільки розташовувалися в зоні повеней Нілу, рівень якого піднімався кожне тисячоліття, в результаті багато міст були затоплені, або мул, використаний для будівництва, ставав добривом для селянських полів. Тому сьогодні дослідникам доволі складно достеменно відтворити планування давньоєгипетського міста.
Нові міста будувалися на місці старих, тому стародавні поселення і не зберігалися. Втім посушливий клімат Стародавнього Єгипту зберіг деякі споруди з цегли-сирцю — село Дейр ель-Медіна, Кахун, місто, що досягло розквіту в Середнє царство (сучасний Ель-Лахун), фортечні споруди в Бухені і Міргіссі. Але той факт, що багато храмів і споруди збереглися, наслідок того, що вони перебували на недосяжної для нільських розливів висоті і були побудовані з каменю.
Місто мало зазвичай форму квадрату або прямокутника, рідше кола. При будівництві міст часто застосовували поділ міста на геометрично правильні квартали, з часів Середнього царства зонування забудови за соціально-майновими ознаками, створювалися найпростіші системи водопостачання й каналізації. Зазвичай поділялося на 3 частини: ритуальний центр (перебування жрецтва), адміністративний центр (перебування фараона, знаті, номарха), житла ремісників, голоти. Між усіма розташовувалися склади, торговельні райони, часто давні «магазини» розташовувалися на нижніх поверхах будівель. Вулиці були паралельними, перпендикулярними вулицями, вузькі (2—3 м), орієнтовані по осі панівних вітрів.
Міста в Стародавньому Єгипті займали значні території. Найбільші нараховували 10—20 тис. мешканців. Більшість були оточені стінами. Центральне місце в містах займали палаци та храми. Площі перед ними замощувалися з часів фараонів XII династії. Багаті садиби, палаци знаті й фараонів, храми, адміністративні будівлі розміщувалися у містах досить вільно, були оточені зеленню. Біднота тулилася в невеликих тісних кварталах, віддалених від центрів міст.
У містах, де землі було мало, єгиптяни зводили доми в декілька поверхів. Споруджували одно-, дво- чи триповерхові будинки, дуже схожі між собою, їхні стіни впритул примикали одна до одної. Міські будинки мали галереї і портали з двома-чотирма колонами та кількома сходинками, а часом і дві тераси — верхню та нижню. До верхньої тераси від покрівлі портика вели невеликі східці. Вікна закривали від сонця та пилюки фіранками. Внутрішнє планування будинку було асиметричним.

## Водопостачання і каналізація
Першими елементами міського господарства було централізоване водопостачання та каналізаційні споруди, великі лазні, санітарна очистка та прибирання територій. Усі вони набули ще більшої досконалості з періоду Середнього царства.
Водопровідні споруди являли собою глибокі колодязі й відкриті канали для підведення води жителям. Перші каналізаційні споруди зводилися у вигляді відкритих канавок, що відводили дощові води та господарські відходи. Вони відводилися на поля, в городи, сади та річку Ніл. Тому майже всі міста Стародавнього Єгипту зведено уздовж цієї річки, лише окремі були споруджені на березі Червоного моря.

## Фортеці
Дослідження руїн довело, що для захисту міст на кордонах країни єгиптяни зводили могутні фортеці, особливо на півдні, де Єгипет межував із царством Куш та Нубією.
Зводилися з глини, при цьому для розсіювання сили ударів ворожих таранів у масив стіни закладали колоди. Куртини стін зміцнювалися квадратними вежами, вхід являв собою прохід з багатьма колінами, влаштованими з тією метою, щоб ускладнити ворогові доступ всередину фортеці.
Стіни були увінчані напівкруглими зубцями, іноді виступами. Останні відігравали ту саму роль, що і пізніші готичні бійниці, через які обложені скидали тяжкості на ворога. Надаючи своїм стін ламаний профіль або висуваючи під кутом підошву стіни, єгиптяни намагалися здійснити відхилення від вертикальної лінії, що каміння падало на ворогів не вертикально, а з більш-менш крутим ухилом. Фортеці також мали орнаментовки військового спрямування.
Так, міський центр Бухена (Куш), де були розташовані палац, будинки урядовців, зерносховища, гробниці та площа для проведення парадів, захищало подвійне кільце фортечних мурів. Круглі башти входили до складу долішніх стін, прямокутні — до горішніх.
Горішні стіни мали висоту 11, а товщину — 4,5 м. Стіни та башти завершувалися зубцями, за якими ховалися оборонці. Прямокутні башти мали спеціальні навіси, з яких на голови обложників можна було жбурляти каміння і т. ін.